# Miyuki Hidetoshi
Hidetoshi Miyuki (三幸 秀稔 Miyuki Hidetoshi, sinh ngày 23 tháng 5 năm 1993) là một cầu thủ bóng đá người Nhật Bản.

## Thống kê câu lạc bộ
Cập nhật đến ngày 23 tháng 2 năm 2018.
| Thành tích câu lạc bộ | Thành tích câu lạc bộ | Thành tích câu lạc bộ | Giải vô địch | Giải vô địch | Cúp                   | Cúp                   | Cúp Liên đoàn | Cúp Liên đoàn | Tổng cộng | Tổng cộng |
| Mùa giải              | Câu lạc bộ            | Giải vô địch          | Số trận      | Bàn thắng    | Số trận               | Bàn thắng             | Số trận       | Bàn thắng     | Số trận   | Bàn thắng |
| Nhật Bản              | Nhật Bản              | Nhật Bản              | Giải vô địch | Giải vô địch | Cúp Hoàng đế Nhật Bản | Cúp Hoàng đế Nhật Bản | J. League Cup | J. League Cup | Tổng cộng | Tổng cộng |
| --------------------- | --------------------- | --------------------- | ------------ | ------------ | --------------------- | --------------------- | ------------- | ------------- | --------- | --------- |
| 2012                  | Ventforet Kofu        | J2 League             | 5            | 0            | 1                     | 0                     | –             | –             | 6         | 0         |
| 2013                  | Ventforet Kofu        | J1 League             | 1            | 0            | 4                     | 1                     | 0             | 0             | 5         | 1         |
| 2014                  | SC Sagamihara         | J3 League             | 28           | 1            | –                     | –                     | –             | –             | 28        | 1         |
| 2016                  | Renofa Yamaguchi      | J2 League             | 36           | 3            | 3                     | 1                     | –             | –             | 39        | 4         |
| 2017                  | Renofa Yamaguchi      | J2 League             | 21           | 1            | 1                     | 0                     | –             | –             | 22        | 1         |
| Tổng                  | Tổng                  | Tổng                  | 91           | 5            | 9                     | 2                     | 0             | 0             | 100       | 7         |